# 矢部あきの
矢部 あきの（やべ あきの、1988年10月26日 - ）は、埼玉県出身のパチスロライター。

## 人物・経歴
身長:164cm。血液型:O型。趣味・特技:パチンコ・パチスロ。
元パチンコライターの矢部あやは実姉。
『パチスロ必勝ガイド』（ガイドワークス）のライターで、紙面への初登場は『パチスロ必勝ガイドMAX』の2014年10月号。スカパー!などのパチンコ・パチスロ番組にも出演している。
高校時代はいわゆるギャルで、読者モデルの経験もある。ライターになる前の1年程はパチ・スロプロとして活動していた。
『木村魚拓の窓際の向こうに』（パチンコ★パチスロTV!）出演時に好きな体位は立ちバックと告白。
2020年4月、同じパチスロライターの東條さとみと共にYouTubeチャンネル『あきのとさっち』を開設。
2021年11月12日、公式ツイッターで同年4月に結婚し8月に出産していたことを発表。

## 主な出演番組
- 魚拓と成瀬のツキとスッポンぽん（パチ・スロ サイトセブンTV） - #17（2014年12月28日）より準レギュラー出演
- スロもんTAG #85-#88,#97-#100（2015年2月21日 - 3月14日,5月16日- 6月6日、パチ・スロ サイトセブンTV） - 姉妹で出演
- 木村魚拓の窓際の向こうに #165（2015年2月22日、パチンコ★パチスロTV!）
- 玉かメダルか? #17,#18（2015年6月8日,22日、パチンコ★パチスロTV!）
- ういちのD'reamスロット #3,#4（2015年7月18日,25日、パチ・スロ サイトセブンTV）
- 俺たちの理論いっちょまえ!! #16（2015年10月7日、パチンコ★パチスロTV!）
- 青山りょうの優しく拭いて #26（2016年4月23日、パチンコ★パチスロTV!）
- ガチスポ! 〜ツキスポ出演権争奪ガチバトル〜（2016年5月 - 2017年8月、パチ・スロ サイトセブンTV） - パチスロの回に出演
- 王庭伝説外伝 #7（2017年7月9日、テレビ埼玉）

## 書籍
- GOD姉ちゃん（2017年6月26日、ガイドワークス、漫画:神風銀、実話提供:矢部あきの）